# Salacia congolensis
Salacia congolensis är en benvedsväxtart som beskrevs av De Wild. och Th. Dur. Salacia congolensis ingår i släktet Salacia och familjen Celastraceae. Inga underarter finns listade.